# یاماها کی‌تی۱۰۰
یاماها کی‌تی۱۰۰ (به انگلیسی: Yamaha KT100) یک موتور هواگرد ساختِ کارخانهٔ یاماها موتور در کشور ژاپن است.